# Caviana
Caviana (portugiesisch: Ilha Caviana, auch Ilha Caviana de Fora oder Ilha Cavaiana Meridional) ist eine Flussinsel im Amazonas und hinter der Ilha Grande do Gurupá die zweitgrößte Insel im Amazonasdelta (ausgenommen Marajó).

## Geografie
Die Insel befindet sich minimal 11,5 km nördlich von Marajó im tiefliegenden östlichen Amazonasdelta. Sie stellt den am weitesten ins Meer ragenden Teil des Deltas, in nördlicher und östlicher Richtung befindet sich der Atlantische Ozean. Zusammen mit der Ilha da Viçosa im Nordwesten und der 9 km südöstlich gelegenen Ilha Mexiana bildet sie den Abschluss des Deltas. Der flache, wegen hoher Wellen gefährliche Canal Perigoso trennt Caviana von Mexiana. Im Westen, abgetrennt durch einen 6 km breiten Amazonasarm, befindet sich die Ilha Junipari. Einige kleinere Inseln wie die Ilha das Pacas sind Caviana vorgelagert. Auf der Insel liegen die Kaps Bossuti und Caridad. Caviana hat eine Ausdehnung von 45 km mal 98 km in Ost-West-Richtung, in der Mitte ist sie breiter als außen. Mit einer Fläche von etwa 2360 km² gehört sie zu den größten Inseln Brasiliens und den größten Deltainseln weltweit.

## Natur
Caviana entstand im Tertiär aus Flusssedimenten und konsolidiertem Terrain, bereits zu Beginn des Holozäns vor 12.000 Jahren war sie vom Festland getrennt.
Sie ist Teil der Marajó-Várzea, einer Ökoregion gezeitenbeeiflusst (zweimal täglich) und saisonal vom Amazonas überfluteter Várzea im und um das Amazonasdelta. Caviana ist flach, große Flächen sind sumpfig und von Flussbetten geprägt. Aufgrund der schnellen Sedimentations- und Erosionsprozesse kann sich die Uferlinie verändern. Die Pororoca (Amazonaswelle), eine bis zu vier Meter hohe den Amazonas hinauflaufende stehende Gezeitenwelle, die durch das Aufeinandertreffen der Wasser von Amazonas und Atlantischem Ozean gebildet wird, ist hier besonders gut zu beobachten. Um 1850 spaltete der Pororoca Cavaina in zwei Teile.
Es dominieren Palmen. Die Flussinsel ist ein guter Ort zur Vogelbeobachtung; es wurden 145 verschiedene Arten beobachtet. Als erster Ornithologe beschrieb der US-Amerikaner Joseph B. Steere 1871 die Vogelwelt der Insel, die mitgebrachten Exemplare werden im naturhistorischen Museum der University of Michigan aufbewahrt.

## Bevölkerung
Bei ethnoarchäologischen Untersuchungen wurde festgestellt, dass Caviana in vorkolonialer Zeit mehrfach von am Fluss lebenden Gemeinschaften bewohnt war. Im 17. Jahrhundert lebten die zu den Arawá gehörenden Aruã auf der Insel, unter anderem im Dorf Rebordello. Caviana war am Ende einer ihrer letzten Rückzugsorte, später zogen sie größtenteils nach Guayana und starben im 19. Jahrhundert schließlich aus. Es gibt jedoch weiterhin Flussgemeinden, genannt Caboclas, im Westen der Insel, deren Häuser auf Stelzen stehen. Nahrung wird per Fischerei, Jagd und Sammeln beschafft; im Vergleich zu umliegenden Flussgemeinden gibt es nur wenig Landwirtschaft. Die Bevölkerung profitiert von dem Artenreichtum an Palmen und Bäumen. Die Menschen, genannt Ribeirinhos, haben indigene, europäische und afrikanische Wurzeln.
Caviana liegt im äußersten Norden des brasilianischen Bundesstaates Pará und wird von der Gemeinde Chaves verwaltet. Im Osten der Insel wird Rinder- und Büffelzucht betrieben, dafür wurden große Flächen Wald gerodet. Die Felder stehen im Winter oft unter Wasser. Es gibt einzelne Häuser und Gehöfte an verschiedenen Orten entlang der Küste, jedoch keine größeren Siedlungen.